# Top of the Pops
Top of the Pops (in Großbritannien auch als TOTP bekannt) war eine internationale Musiksendung der BBC aus Großbritannien. Es wurde überwiegend aktuelle Musik (Mainstream) mit Auftritten von Künstlern aus dem Bereich Pop und Rock vorgestellt.

## Konzept
Die Musikshow, zu deren Zielgruppe insbesondere Jugendliche zählten, zeigte Musikauftritte verschiedenster Künstler. Unter anderem waren Jennifer Lopez, Madonna, Wings, The Sisters of Mercy, The Rolling Stones, Queen, die Red Hot Chili Peppers und Snow Patrol zu Gast. Auch bis zu ihrem Auftritt weniger bekannte Musiker, wie bspw. Boy George, erlangten anschließend große Bekanntheit.

## Geschichte
Die erste Sendung wurde auf dem Sender BBC am 1. Januar 1964 ausgestrahlt. Hierbei präsentierten die Rolling Stones ihren Hit I Wanna Be Your Man. Auch Dusty Springfield, die Dave Clark Five, die Hollies, die Swinging Blues Jeans sowie die Beatles mit ihrem in der damaligen Woche auf Platz eins platzierten I want to hold your hand waren zu Gast (1966 waren die Beatles mit Paperback Writer in der Sendung).
Top of the Pops lief auf unterschiedlichen Sendeplätzen: zunächst donnerstags später freitags auf BBC 1. Anschließend wurde sie an BBC 2 abgegeben, wo sie Sonntagabend gesendet wurde.
Am 20. Juni 2006 gab die BBC bekannt, dass die Sendung nach über 42 Jahren und insgesamt 2204 Folgen aufgrund sinkender Zuschauerzahlen in Großbritannien abgesetzt wird. Die letzte wöchentliche Sendung wurde am 30. Juli 2006 ausgestrahlt. Moderiert wurde die Sendung zuletzt von Fearne Cotton.
Von 2009 bis 2011 wurden alte Folgen des britischen Originals noch einmal auf einsfestival ausgestrahlt. Im Jahr 2010 erfolgten Ausstrahlungen auf dem Sender BBC Four.
Aktuell wird die Sendung als jährliches Weihnachts-Special produziert.

## Moderatoren
Moderatoren waren unter anderem Jimmy Savile, Noel Edmonds, Alan Freeman, Dave Lee Travis, Pete Murray, David Jacobs, John Peel, David Jensen, Tony Blackburn, Bruno Brookes, Anthea Turner, Pat Sharp, Janice Long, Richard Skinner, Peter Powell, Ed Steward, Gary Davies, Mike Read und Simon Bates.

## Auftritte (Auswahl)
| 1960er                                                                     | 1970er                                                 | 1980er                                                              | 1990er                                                       | 2000er                                                                                   |
| -------------------------------------------------------------------------- | ------------------------------------------------------ | ------------------------------------------------------------------- | ------------------------------------------------------------ | ---------------------------------------------------------------------------------------- |
| Jimi Hendrix The Who The Beatles Dusty Springfield Roy Orbison Chuck Berry | Queen David Bowie The Sweet Alice Cooper Slade The Who | Iron Maiden The Clash Ultravox Kool and the Gang Dire Straits Wham! | Nirvana Oasis Bon Jovi Pet Shop Boys Céline Dion Spice Girls | Red Hot Chili Peppers Marilyn Manson Beyoncé Blink 182 Britney Spears Christina Aguilera |

## Ableger in Deutschland
In Deutschland wurde die Sendung auf RTL erstmals am 13. April 1998 als Special ausgestrahlt.
Seit dem 19. September 1998 lief die Show samstags um 17:45 Uhr. Zeitweise gab es wöchentlich wechselnde prominente Co-Moderatoren.
Ab dem 14. Januar 2006 wurden neue Rubriken eingeführt, bspw. Ausblicke auf die am Abend des gleichen Tages stattfindenden Mottoshows der Castingshow Deutschland sucht den Superstar. Im März 2006 wurde die Einstellung der Sendung verkündet. Am 8. April 2006 strahlte RTL die 355. und letzte Folge der deutschen Ausgabe von Top of the Pops aus. Gäste der letzten Sendung waren u. a. Silbermond, Elli Erl, Mike Leon Grosch und Tobias Regner.

### Moderatoren
- 1998: Jenny Elvers
- 1998–2000: Holger Speckhahn
- 2000: Oliver Geissen
- 2000–2006: Ole Tillmann
- 2006: Susan Sideropoulos

### Umsetzungen
Es wurde auch die gleichnamige Zeitschrift, das Top of the Pops-Magazin, angeboten (Fotos und Poster, Interviews mit den Stars, Hintergründe und Liedtexte), die sich trotz Einstellung des TV-Formates noch einige Zeit auf dem Markt behaupten konnte. Die Jugendzeitschrift erschien ab dem Jahr 2000 monatlich im Egmont Cultfish Media Verlag unter den Chefredakteurinnen Sandra Stolper (2000–2002), Jasmin Kreulitsch (2002–2006) und Mateja Strasek (2006–2010). Am 6. September 2010 erschien nach einem drastischen Auflagenrückgang die letzte Ausgabe.